# Otto I. (Braunschweig)

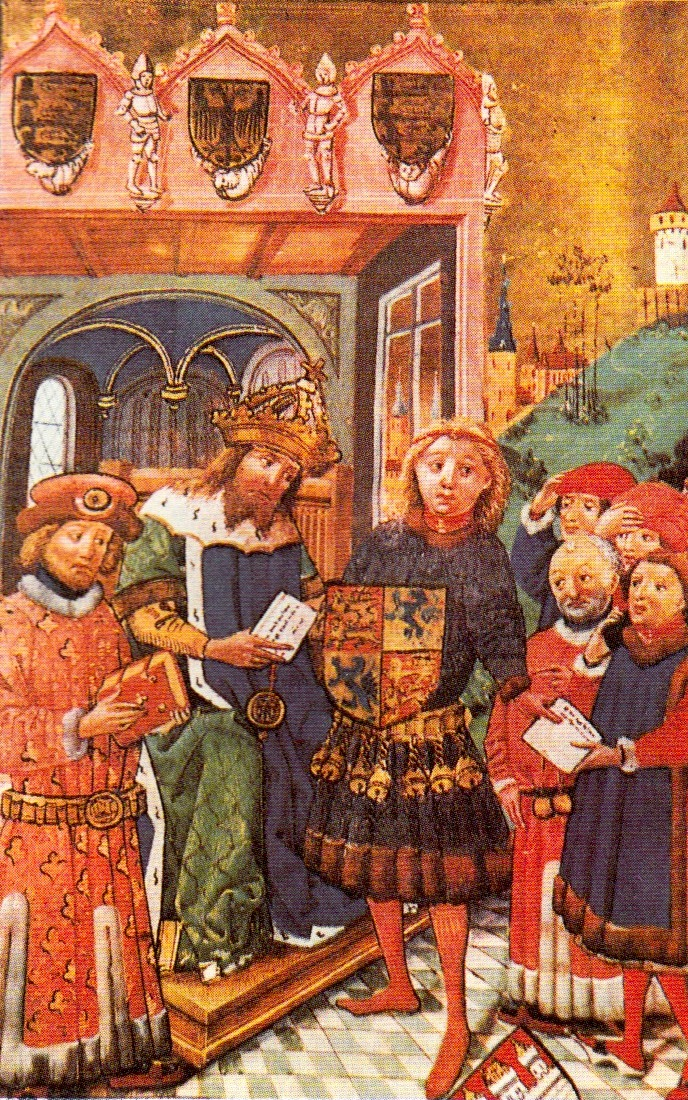
Friedrich II. belehnt Otto das Kind 1235 auf dem Mainzer Hoftag mit dem Herzogtum Braunschweig-Lüneburg. Buchillumination von Hans Bornemann in der Lüneburger Sachsenspiegelhandschrift von 1448.

Otto I. (Otto das Kind) (* 1204; † 9. Juni 1252 in Lüneburg) aus der Familie der Welfen war seit 1235 erster Herzog von Braunschweig und Lüneburg.

## Leben
Otto wurde 1204 als Sohn von Wilhelm von Lüneburg und Helena, der Tochter Königs Waldemars I. von Dänemark, geboren. Als sein Vater im Jahre 1213 starb, war Otto noch unmündig, so dass seine Mutter bis 1218 die Regierungsgeschäfte leitete.
Sein Beiname „das Kind“ wird in der Literatur mit dem jungen Alter Ottos beim Tode seines Vaters erklärt. Ernst Schubert verweist als alternative Erklärung auf die „genealogische Situation“ des Welfenhauses: seine Onkel väterlicherseits hätten keine überlebenden männlichen Nachkommen gehabt und Otto war demnach der einzige, der die welfische Linie würde fortsetzen können. Auf ihn vereinigte sich der gesamte welfische Besitz, deshalb hätten ihm seine Zeitgenossen den Beinamen „das Kind“ gegeben.
Bereits 1215 soll Otto an der Seite seines Onkels Otto IV. an einer Fehde gegen den Erzbischof von Magdeburg teilgenommen haben, 1218 dann an einem Feldzug seines Onkels, des Königs von Dänemark, in Pommern.
Im Jahre 1223 wurde Otto von seinem Onkel Heinrich dem Älteren († 1227), zum Erben der welfischen Allodialgüter eingesetzt. Als Ende April 1227 das Braunschweiger Erbe mit dem Tod des Pfalzgrafen fällig wurde, war der Besitz, der Heinrich dem Löwen nach der Zerschlagung des Herzogtums Sachsen 1180 verblieben war, erstmals seit 1203 wieder in einer Hand vereinigt. Allerdings machte der in Italien weilende Kaiser Friedrich II. und der bayrische Herzog Ludwig I. Erbansprüche geltend. Friedrich II. hatte die Erbansprüche von Irmgard, der Tochter des Pfalzgrafen Heinrich, erworben, der Anspruch des bayrischen Herzogs ruhte auf den seines Enkels, einem Sohn von Agnes, ebenfalls einer Tochter Heinrichs. Herzog Otto wurde von seiner Frau Mechtild und ihrer Mutter Mechthild von der Lausitz (1185–1255) und seinen brandenburgischen Schwägern Johann I. und Otto III. militärisch unterstützt, so dass er sich durchsetzen konnte.
An der Schlacht bei Bornhöved am 22. Juli 1227 nahm Otto auf der Seite seines königlichen Onkels Waldemar II. von Dänemark teil. Im Zuge der schweren dänischen Niederlage geriet er in Gefangenschaft des Grafen von Schwerin und wurde erst im Januar 1229 durch Fürsprache des englischen Königs und des Papstes freigelassen, musste dafür aber vertraglich geregelte Lösegeldverpflichtungen eingehen. Den Verpflichtungen ist er nachgekommen, obwohl die Kurie in vergleichbaren Fällen die eingegangenen Eide für ungültig erklärt hatte. Ernst Schubert sieht darin ein wesentliches Charakteristikum Ottos Herrschaft: Hätte dieser die Lösegeldverpflichtungen angefochten, hätte ihm dies zwar Geldzahlungen ersparen können, gleichzeitig hätte aber auch seine Autorität gegenüber denjenigen gelitten, auf denen seine Macht und seine Hoffnungen, verloren gegangene Territorien zurückzugewinnen, im Wesentlichen beruhte: den Edelfreien und den Ministerialen. Unter politischen Gesichtspunkten sei es deshalb besser gewesen auf die Appelation an die Kurie zu verzichten.
In der Zeit während und unmittelbar nach seiner Gefangenschaft schien die Lage des welfischen Hauses prekär, da seine Nachbarn die Abwesenheit Ottos nutzten um eigene Besitzansprüche auf welfische Territorien geltend zu machen: Die Grafschaft Stade wurde von den Bremer Erzbischöfen eingezogen, die Städte Hannover von den Grafen von Roden und Göttingen von den Grafen von Everstein besetzt. Zudem kam es im Braunschweigischen zu einem Aufstand der Ministerialität.
Es gelang ihm allerdings in der Folgezeit, eine geschickte Politik zu betreiben und sowohl verlorene Territorien zurückzuerobern als auch den ererbten Besitz zu konsolidieren und weitere Besitzungen zu erwerben. Bereits 1232 eroberte er Göttingen zurück und erhielt zudem im selben Jahr die Verdener Kirchenlehen. Ebenfalls 1232 wurden ihm von der Äbtissin Berta die Gandersheimer Klosterlehen übertragen. Hierdurch, und durch weitere Erwerbungen in den folgenden Jahren, gelang es ihm die Machtstellung der Welfen im Raum Gifhorn auszubauen und damit die Grundlage für die Schaffung einer 1265 erstmals bezeugten Vogtei Gifhorn zu legen. Mit dem Erzstift Bremen kam es 1236 zu einem Vergleich wegen der umstrittenen Grafschaft Stade, bei dem er neben einer Geldzahlung unter anderem die Goe Hollenstedt und Hittfeld sowie die Inseln Finkenwerder und Gorieswerder erhielt. Von dem Grafen Siegfried von Osterburg erwarb er durch Kauf im selben Jahr umfangreiche Besitzungen im lüneburgischen. 1241 wurde er mit Gütern des Erzstiftes Mainz belehnt und es gelang ihm Hannover von den Grafen von Roden zurückzuerobern. 1247 erwarb er das Gericht Leineberg, die Stadt Münden und wurde von der Quedlinburger Äbtissin mit der Mark Duderstadt belehnt. 1248 erwarb er die Grafschaft Lauenrode.
Otto betrieb eine gezielte Städtepolitik und verlieh zahlreichen Orten Stadtrechte bzw. bestätigte bereits existierende Rechte: So förderte er seine Residenz Braunschweig durch Bestätigung der Stadtrechte für die Bürger der Altstadt im Jahre 1227 („Ottonianum“). 1241 bestätigte Otto die bereits bestehenden Rechte der Stadt Hannover und privilegierte auch die Städte Göttingen (1232), Osterode (1238), Lüneburg (1247) und Münden (1247).
An den Kreuzzügen gegen die Stedinger nahm Otto nicht teil, sondern fiel stattdessen zweimal in das Bremer Erzstift ein und unterstützte die Stedinger damit indirekt. Infolgedessen ließ Papst Gregor IX ihn exkommunizieren und belegte ihn mit dem Kirchenbann. 1237 wurde dieser wieder aufgehoben. Als möglicher Grund wird die Zusage Ottos, an einem Kreuzzug in Preußen teilzunehmen, vermutet. Zwei Jahre später zog dieser dann mit 700 Reitern nach Preußen und half dort unter anderem die Festung Balga, die von feindlichen Truppen belagert wurde, zu befreien und die Länder Ermland, Pogesanien, Barten und Natangen zu erobern. 1241 sicherte Otto die Teilnahme an einem weiteren Kreuzzug, diesmal gegen die Mongolen, zu. Zu dessen Umsetzung kam es jedoch nicht, da die Mongolen ihre Eroberungszüge in Europa zwischenzeitlich beendet hatten.
Im Jahre 1235 wurde auf dem Mainzer Hoftag durch englische Vermittlung der welfisch-staufische Streit beigelegt. Otto übertrug seine Allodialgüter auf Friedrich II., dieser erhob sie zu einem eigenen Herzogtum, basierend auf der Stadt Braunschweig und der Burg Lüneburg, erweiterte den Besitz um den Goslarer Zehnten und den Wildbann im Harz und belehnte Otto mit diesem. Für diesen bedeutete dieser Vorgang zunächst keinen realen Machtzuwachs, da mit der Erhebung zum Herzogtum keine über seine eigenen Besitztümer hinausreichende Territorialherrschaft verbunden war. Allerdings wurde Otto durch die Belehnung als Reichsfürst anerkannt, eine Stellung die zuvor nicht gesichert war.
Reichspolitische Ambitionen zeigte Otto nicht. Die ihm von den Gegnern Friedrich II. angebotene Königskrone soll er mehrfach (1229 und 1239) abgelehnt haben. Als Grund soll er auf das Schicksal seines Onkels verwiesen haben: Er wolle nicht sterben wie Kaiser Otto IV.
Otto starb 1252, der Ort seiner Grablege ist nicht sicher belegt. In der Literatur werden sowohl der Braunschweiger Dom als auch die Michaelis-Kirche in Lüneburg als mögliche Orte genannt. Nach seinem Tod übernahm zunächst dessen ältester Sohn Albrecht alleine, dann gemeinsam mit seinem Bruder Johann die Regierung im Herzogtum, bis es im Jahre 1269 zu einer Teilung des Territoriums kam. Seine Bedeutung als Mäzenat wird in der Literatur unterschiedlich bewertet. Ein Einfluss auf die Ebstorfer Weltkarte und die Fresken im Braunschweiger Dom, über den in der älteren Literatur spekuliert wird, hält Bernd Ulrich Hucker für nicht haltbar. Denkbar sei seiner Meinung nach jedoch, dass Otto bereits Berthold von Holle gefördert habe. Der Chirurg von der Weser widmete ihm sein Manuskript Cyrurgia domini et magistri Willehelmi de Congenis mit den Worten „domino meo O. duci“.
In der neueren Forschung wird die Politik Ottos insgesamt positiv bewertet; von einer problematischen Ausgangslage aus gelang es ihm, die Stellung seines Hauses zu konsolidieren.

## Nachkommen
Otto heiratete 1228 Mathilde von Brandenburg, auch Mechtild genannt, Tochter Markgraf Albrechts II. von Brandenburg, aus deren Ehe 10 Kinder hervorgingen:
- Mechtild († 1295/96) ⚭ 1245 Graf Heinrich II. der Fette von Anhalt (1215–nach 1266); später Äbtissin zu Gernrode
- Helene (ca. 1231–1273)

1. ⚭ 1239/40 Landgraf Hermann II. von Thüringen (1224–1241)
2. ⚭ 1247/48 Herzog Albrecht I. von Sachsen-Wittenberg (1212–1261)

- Otto († 1247)
- Elisabeth († 1266), römisch-deutsche Königin ⚭ 1252 Graf Wilhelm II. von Holland (1228–1256, gefallen) Römisch-deutscher König (Gerulfinger)
- Albrecht I. der Große (1236–1279)

1. ⚭ 1252 Elisabeth von Brabant (1243–1261), Tochter Herzog Heinrichs II. von Brabant mit Sophie (von Thüringen)
2. ⚭ 1266 Adelasia von Montferrat (1253–1285)

- Johann I. von Lüneburg (um 1242–1277) ⚭ 1265 Liutgard von Holstein († nach 1289)
- Otto I. († 1279), Bischof von Hildesheim
- Konrad I. († 1300), Bischof von Verden
- Adelheid († 1274) ⚭ 1263 Landgraf Heinrich I. das Kind von Hessen (1244–1308), Sohn Herzog Heinrichs II. von Brabant
- Agnes († nach 1302) ⚭ 1263 Fürst Wizlaw II. von Rügen († 1302)